# الكسندر شميت (سياسي)
الكسندر شميت (بالرومانية: Alexander Schmidt)‏ هو سياسي مولدوفي، ولد في 1879، وتوفي في 1937.